# Vårby Å
Vårby Å är ett vattendrag i Danmark. Det ligger i Region Själland, i den sydöstra delen av landet, 90 km väster om Köpenhamn. Vårby Å ligger på ön Sjælland. Den mynner i Tudeå.